# Cladonia polystomata
Cladonia polystomata är en lavart som beskrevs av Ahti & Sipman. Cladonia polystomata ingår i släktet Cladonia och familjen Cladoniaceae.   Inga underarter finns listade i Catalogue of Life.